# U Hydri
U Hydri är en förmörkelsevariabel av Beta Lyrae-typ (EB/SD) i stjärnbilden Lilla vattenormen.
U Hydri varierar mellan fotografisk magnitud +13,9 och 15,2 med en period av 0,70108 dygn eller 16,826 timmar.